# Belgique au Concours Eurovision de la chanson 1974
La Belgique a participé au Concours Eurovision de la chanson 1974 le 6 avril à Brighton (Angleterre), au Royaume-Uni. C'est la 19e participation belge au Concours Eurovision de la chanson.
Le pays est représenté par le chanteur Jacques Hustin et la chanson Fleur de liberté, sélectionnés par la Radiodiffusion-télévision belge (RTB).

## Sélection

### Six chansons avec Jacques Hustin
Le radiodiffuseur belge pour les émissions francophones, la Radiodiffusion-télévision belge (RTB, prédécesseur de la RTBF), sélectionne l'artiste en interne et organise une finale nationale intitulée Six chansons avec Jacques Hustin 1974 pour sélectionner la chanson représentant la Belgique au Concours Eurovision de la chanson 1974.
La finale nationale belge a lieu le 14 janvier 1974. Les chansons y sont toutes interprétées en français, l'une des trois langues officielles de la Belgique.
Jacques Hustin est sélectionné en interne comme interprète. Lors de la finale nationale, c'est la chanson Fleur de liberté, écrite par Frank Gérald et composée par Jacques Hustin, qui fut choisie pour être interprétée par le chanteur, avec Pierre Chiffre comme chef d'orchestre.

#### Finale
| Ordre | Artiste        | Chanson                      | Points | Place |
| ----- | -------------- | ---------------------------- | ------ | ----- |
| 1     | Jacques Hustin | Fleur de liberté             | –      | 1     |
| 2     | Jacques Hustin | On dit de toi, on dit de moi | –      | –     |
| 3     | Jacques Hustin | Étranger, Baladin, Voyageur  | –      | –     |
| 4     | Jacques Hustin | Sur les chemins du monde     | –      | –     |
| 5     | Jacques Hustin | Chanson pour un grain de riz | –      | –     |
| 6     | Jacques Hustin | Le Foulard gris              | –      | –     |

## À l'Eurovision
Chaque pays a un jury de dix personnes. Chaque juré attribue un point à sa chanson préférée.

### Points attribués par la Belgique
| 2 points | Monaco                                                                      |
| 1 point  | Allemagne Italie Luxembourg Norvège Pays-Bas Royaume-Uni Suisse Yougoslavie |

### Points attribués à la Belgique
| 10 points | 9 points | 8 points     | 7 points  | 6 points |
| --------- | -------- | ------------ | --------- | -------- |
|           |          |              |           |          |
| 5 points  | 4 points | 3 points     | 2 points  | 1 point  |
| - Grèce   |          | - Luxembourg | - Norvège |          |

Jacques Hustin interprète Fleur de liberté en 11e position lors de la soirée du concours, suivant Monaco et précédant les Pays-Bas. 
Au terme du vote final, la Belgique termine 9e, ex aequo avec l'Espagne, sur 17 pays, ayant reçu 10 points,.